# Afroleptomydas mauricei
Afroleptomydas mauricei is een vliegensoort uit de familie Mydidae. De wetenschappelijke naam van de soort is voor het eerst geldig gepubliceerd in 1963 door Bequaert.
De soort komt voor in Botswana.